# Drumcliff
Drumcliff (iriska: Droim Chliabh) är en ort i republiken Irland.   Den ligger i grevskapet Sligo och provinsen Connacht, i den norra delen av landet, 180 km nordväst om huvudstaden Dublin. Drumcliff ligger 9 meter över havet och antalet invånare är 2 784.
Terrängen runt Drumcliff är varierad. Havet är nära Drumcliff åt sydväst.Runt Drumcliff är det ganska glesbefolkat, med 23 invånare per kvadratkilometer. Närmaste större samhälle är Sligo, 7,3 km söder om Drumcliff. Trakten runt Drumcliff består i huvudsak av gräsmarker.